# Salim I al-Mubarak Al Sabah
Sālim I al-Mubārak Āl Ṣabāḥ (in arabo سالم المبارك آل صباح ‎?; Al Kuwait, 1864 – Al Kuwait, 22 febbraio 1921) è stato uno sceicco kuwaitiano in carica dal 5 febbraio 1917 al 22 febbraio 1921.

## Biografia
Sālim al-Mubārak Āl Ṣabāḥ era il figlio secondogenito di Mubarak il Grande e della sua prima moglie, Shekha bint Duʿayj Āl Ṣabāḥ.
Educato privatamente, in gioventù fu governatore di Madinat al-Kuwait dal 1915 al 1917.
Alla sua ascesa al trono, dopo il breve regno del fratello Jābir II il 5 febbraio 1917, egli inaugurò il ramo dinastico Āl Sālim della famiglia Āl Ṣabāḥ. La sua presenza sul trono venne riconosciuta il 28 febbraio 1917 dal governo britannico (che ormai da tempo aveva instaurato nel Kuwait un protettorato) e Sālim venne incoronato il 16 marzo di quell'anno.
Morì il 22 febbraio 1921 dopo soli tre anni di regno.

## Matrimoni e figli
Sālim sposò come prima moglie Maryam bint Jarrāḥ, figlia minore di Jarrāḥ bin Ṣabāḥ II. Come seconda moglie egli prese Laṭīfa bint Ḥammūd Āl Ṣabāḥ, figlia primogenita di Ḥammūd bin Ṣabāḥ Āl Ṣabāḥ. Terza moglie di Sālim fu Ṭifla al-Rushdān, mentre la quarta moglie fu Munīra (m. 31 ottobre 1984), figlia di Muḥammad al-Dabbūs. La quinta moglie fu Beza, figlia di Sagar al-Ghanim, mentre la sesta moglie fu Sharīfa al-ʿAmr. Settima moglie di Sālim fu Shaʿawa al-ʿOtaybī, mentre l'ottava moglie fu Hadiya, di origini etiopiche.
ʿ
Da questi matrimoni Sālim ebbe 11 figli:
- ʿAbd Allāh III bin Sālim Āl Ṣabāḥ, emiro del Kuwait (da Maryam)
- ʿAlī bin Sālim Āl Ṣabāḥ (n. 1898, da Laṭīfa)
- Fahd bin Sālim Āl Ṣabāḥ (da Hādiya) (n. 1906), studiò alla American University di Beirut e fu ispettore finanziario dello Stato, nonché comandante della polizia della capitale del Kuwait dal 1953, membro del Consiglio supremo dal 1955 al 1959 e ministro delle finanze sotto il governo del fratello.
- Ṣabāḥ III bin Sālim Āl Ṣabāḥ, emiro del Kuwait (da Munīra)
- Duaij bin Sālim Āl Ṣabāḥ
- Hussa bint Sālim Āl Ṣabāḥ (da Shaʿawa), sposò come prima moglie ʿAbd Allāh bin Aḥmad Āl Ṣabāḥ (1905 - 28 gennaio 1957), figlio primogenito di Aḥmad I bin Jābir Āl Ṣabāḥ, Sceicco del Kuwait
- ʿĀʾisha bint Sālim Āl Ṣabāḥ (n. 1900 da Sharīfa), sposò come prima moglie Ṣabāḥ Bey bin Nāṣir Āl Ṣabāḥ (1903 - 29 marzo 1957), figlio secondogenito di Nāṣir bin Mubārak Āl Ṣabāḥ.
- Bazba bint Sālim Āl Ṣabāḥ [Bībī Maryam] (n. 1890 da Maryam), sposò come seconda moglie Aḥmad I bin Jābir Āl Ṣabāḥ, Sceicco del Kuwait, figlio primogenito di Jābir bin Mubārak Āl Ṣabāḥ, Sceicco del Kuwait.
- una figlia da Maryam, sposò ʿAbd Allāh Bey bin Nāṣir Āl Ṣabāḥ (1905 - 1928), figlio minore di Nāṣir Pascià bin Mubārak Āl Ṣabāḥ
- Luluwah bint Sālim Āl Ṣabāḥ
- Sabīka bint Sālim Āl Ṣabāḥ (da Munīra)